# بیل هیکس
ویلیام ملوین "بیل" هیکس (به انگلیسی: William Melvin "Bill" Hicks) (زاده ۱۶ دسامبر ۱۹۶۱) یک استندآپ کمدین، منتقد اجتماعی، طنزپرداز و موسیقیدان اهل امریکا بود. وی در سال ۱۹۹۴ بر اثر سرطان لوزالمعده درگذشت.